# Gura Motrului, Mehedinți
Gura Motrului este un sat în comuna Butoiești din județul Mehedinți, Oltenia, România.

## Obiective turistice
- Mănăstirea Gura Motrului în care a fost stareț cărturarul iluminist Eufrosin Poteca, fost profesor la Școala Sf. Sava din București. Este înmormântat în incinta mânăstirii. Această mânăstire a fost ctitorită de călugărul Nicodim de la Tismana, după ce a ctitorit Mănăstirea Vodița, fiind deci mai veche decât aceea de la Tismana.